# Receptor 5-HT5B
Receptor 5-HT5B, receptor serotoninowy 5B – białko stanowiące receptor serotoninowy występujące u gryzoni, brakuje go natomiast u człowieka. Powodem takiego stanu rzeczy jest kodon stop w sekwencji genu kodującego rzeczone białko, który nie pozwala na ekspresję funkcjonalnej cząsteczki. Uważa się, że funkcja receptora serotoninowego 5B została u ludzi zastąpiona przez inne podklasy receptorów 5-hydroksytryptaminy. Receptor 5-HT5B należy do receptorów związanych z białkami G. mRNA odpowiadające temu receptorowi ulega ekspresji głównie w uzdeczce, hipokampie i oliwce dolnej mózgu szczura.